# Генес Семен Григорович
Семе́н Григо́рович Ге́нес (1 квітня (13 квітня) 1898, Харків, Російська імперія — 27 січня 1992, Харків, Україна) — український лікар-патофізіолог, ендокринолог. Доктор медичних наук, професор. Заслужений діяч науки УРСР.

## Життєпис
Семен Генес народився у квітні 1898 року у Харкові. У 1918-20 роках був учасником воєнних дій. Вищу освіту здобував у Харківському медичному інституті, який закінчив 1925 року й залишився працювати у ньому. 1926—1932 роках очолював кафедру соціально-економічних дисциплін і діамату. У 1926 році став професором. У 1932—1938 роках керував кафедрою патофізіології № 2 і водночас був заступником директора інституту з наукової роботи. У 1938—1939 роках заснував і завідував кафедрою патофізіології Сталінського (нині Донецького) медичного інституту. З тих часів розпочав роботу в Харкові в Українському інституті удосконалення лікарів. У 1940—1970 заснував і завідував кафедрою ендокринології та патофізіології. Водночас працював у Харківському науково-дослідному інституті ендокринології та хімії гормонів (зараз Інститут проблем ендокринної патології НАМНУ), де у 1932—1978 роках очолював відділ патофізіології, а у 1940—1949 роках обіймав посаду заступника директора з наукової роботи. У 1935 році став доктором медичних наук. 1946 року отримав звання Заслужений діяч науки УРСР. Учасник Другої світової війни. Помер у Харкові 27 січня 1992 року. Мав сина Володимира.

## Науковий доробок
Упродовж життя Семен Григорович Генес вивчав механізми біологічної, фармакологічної та терапевтичної дії гідролізатів різних органів і тканин. Досліджував механізми розвитку аліментарної гіперглікемії при ефірному наркозі та цукровому діабеті. Розглядав проблеми участі гормонів (у тому числі інсуліну) у вуглеводному та жировому обмінах. Своїми дослідженнями довів, що гіперглікемія є компенсаторною реакцією на недостатнє надходження глюкози та інсуліну до головного мозку. Довів безпосередній вплив інсуліну на гіпоталамус, уражаючу дію глікемії на клітини організму. Семен Григорович Генес є співавтором нового способу лікування цукрового діабету у дорослих.
Основні праці
- Пути и перепутья современной медицины в свете диалектического материализма. Х.,1930.
- Патогенез сахарного диабета. Х., 1940.
- Патогенез и лечение сахарного диабета. К., Х., 1944.
- Нервная система и внутренняя секреция. Москва, 1955.
- Сахарний диабет. К., 1950; Москва, 1963.
- Пероральное лечение сахарного диабета. К., 1962.
- Гипогликемия, гипогликемический симптомкомплекс. Москва, 1970.
- Этиология, патогенез и подходы к патогенетической терапии инсулинонезависимого сахарного диабета // Патологическая физиология и експериментальная терапия. 1993. № 3 (співавтор).